# Cantón de Verfeil
El cantón de Verfeil era una división administrativa francesa, que estaba situada en el departamento de Alto Garona y la región de Mediodía-Pirineos.

## Composición
El cantón estaba formado por siete comunas:
- Bonrepos-Riquet
- Gauré
- Gragnague
- Lavalette
- Saint-Marcel-Paulel
- Saint-Pierre
- Verfeil

## Supresión del cantón de Verfeil
En aplicación del Decreto n.º 2014-152 de 13 de febrero de 2014, el cantón de Verfeil fue suprimido el 22 de marzo de 2015 y sus 7 comunas pasaron a formar parte del nuevo cantón de Pechbonnieu.